# 247 Eukrate
247 Eukrate este un asteroid din centura principală, descoperit pe 14 martie 1885, de Robert Luther.